# 방설책

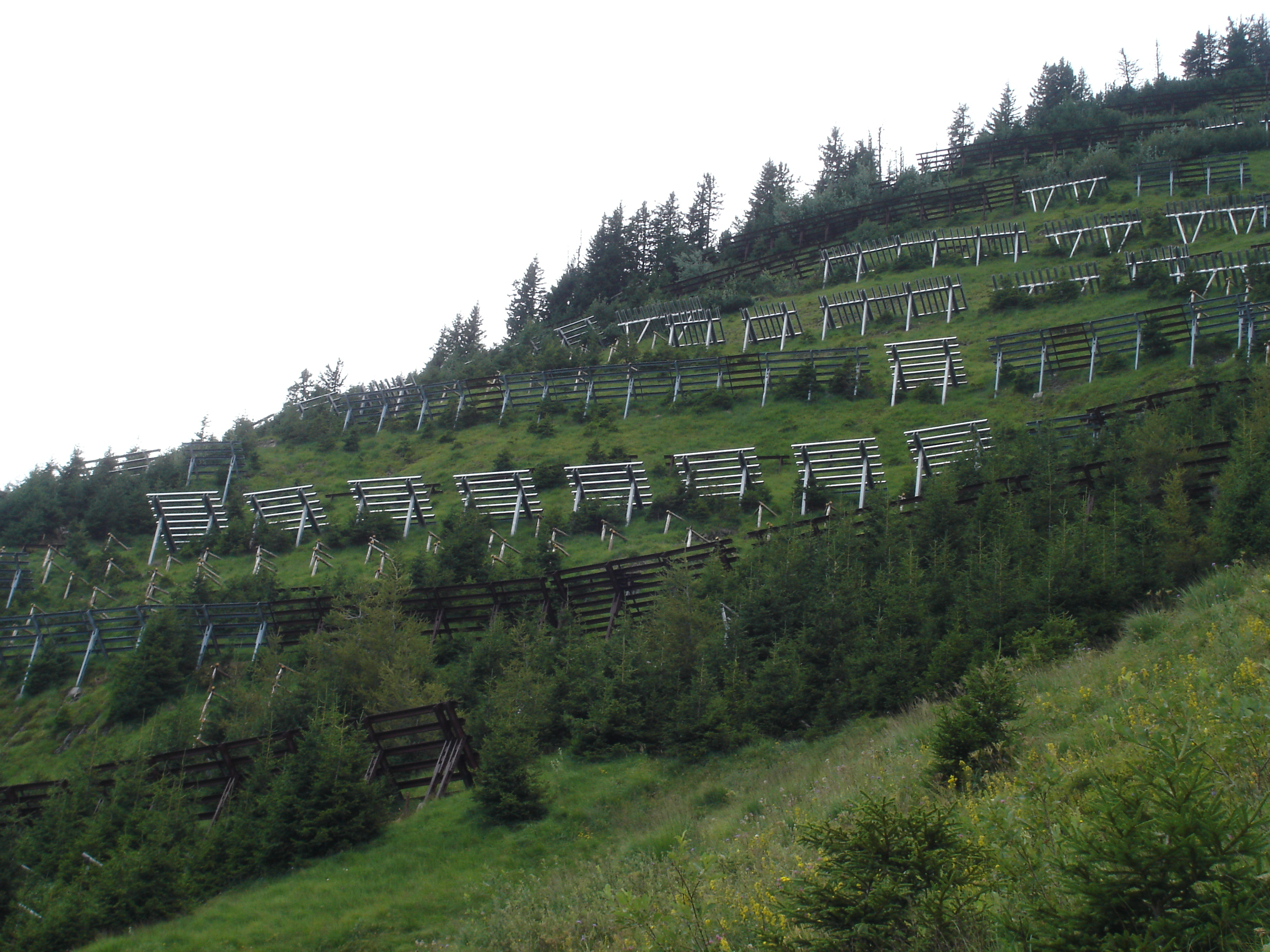
스위스의 방설책

방설책(防雪柵)은 눈을 막기 위해 설치한 울타리이다. 흔히 눈사태를 대비하기 위해 설치한다.